# Franz Karl Marenzi von Tagliuno und Talgate
Franz Karl Johann Guido Maria Graf Marenzi und Markgraf von Val Oliola und Freiherr von Marenzfeldt und Scheneck (Lubiana, 29 dicembre 1859 – Budapest, 22 febbraio 1940) è stato un generale austro-ungarico.

## Biografia

### L'origine e l'educazione
Marenzi era figlio del generale conte Franz Anton Marenzi von Tagliuno und Talgate, discendente di una delle più antiche famiglie della nobiltà friuliana e lombarda, i Marenzi, e di Virginie Putzer von Reibeck, della piccola nobiltà austriaca e rurale della Carinzia. All'epoca il padre, in futuro geologo ed enunciatore della teoria del carsismo, era governatore militare di Lubiana, e Franz Karl, essendo il figlio cadetto, fu avviato alla carriera militare. Compì gli studi presso l'Accademia Militare Teresiana di Wiener Neustadt, una delle più prestigiose d'Europa, dalla quale uscì nel 1878 con il grado di tenente.

### La carriera
Fece parte fin dal 1882 dello stato maggiore, ma nel 1886, a causa di una presunta insubordinazione nei confronti del suo comandante, generale Georg von Waldstätten, celebre per la sua pedanteria e rigore, fu trasferito quale capitano all'Arthur Herzog von Connaught und Strathern Husaren Nr. 4 Regiment, un reggimento di ussari. Nel 1894 fu reintegrato nello stato maggiore e fu inviato a far parte dello stato maggiore generale, il gruppo scelto di alti ufficiali che progettava i piani di guerra.
Sempre a causa di divergenze con i suoi ufficiali superiori (Marenzi era conosciuto come un ufficiale capace ma alquanto orgoglioso ed insofferente alla disciplina) fu nuovamente allontanato dallo stato maggiore e gli venne affidato il comando dell'Ungarische Infanterie Regiment Nr. 26 con il grado di colonnello. Nel 1906 fu promosso maggior generale e nel 1910 Generale di Fanteria; l'anno successivo entrò a far parte quale ufficiale onorario, insieme a Stephan Mayerhoffer von Vedropolje (un nobile croato-ungherese di origine tedesca ), della Guardia Nobile Ungherese, uno dei corpi più esclusivi dell'esercito austro-ungarico. Inoltre fu addetto militare all'ambasciata austriaca a Bucarest dal 1907 al 1909, e a Roma dal 1913 fino al 1914.

### La Prima Guerra Mondiale
Durante la prima guerra mondiale fu comandante della Honvéd e per lungo tempo comandante militare di Budapest, servendo per qualche tempo come comandante militare in Bucovina, ma senza comando effettivo. Dal marzo 1918 comandò la 80 Honvéd-Infanteriebrigade a Debrecen e a Leopoli, contrastando l'invasione serba e rumena. Dopo la caduta della monarchia rifiutò ogni incarico e si ritirò a vita privata risiedendo a Budapest fino alla morte.
Nel 1906 sposò Jozsa von Pankota (1886-1948), di nobile famiglia ungherese, dalla quale ebbe un'unica figlia. Marenzi faceva parte della Parìa Ungherese e sedette alla Camera dei Magnati. Era il fratello del generale Gabriel Franz Marenzi von Tagliuno und Talgate.